# Borovac (Hvar)
Koordinati:   43°09′40″N, 16°24′37″E
Borovac je nenaseljen otoček v skupini Peklenskih otokov v Dalmaciji. Otoček leži med otočkoma Marinkovac in Sveti Klement, vzhodno od njega je Planikovac, od katerega ga ločuje okoli 50 m širok preliv Malo Ždrilo. Površina otočka je 0,168 km², dolžina obale meri 1,88 km. Najvišji vrh je visok 46 mnm.